# Aan de kust
Aan de kust is de tweede single van de Zeeuwse band BLØF, afkomstig van het album Naakt onder de hemel uit 1995. Van het nummer werd een normale singleversie uitgebracht, maar ook in mei 1998 een live-uitvoering.

## Achtergrond
De tekst van Aan de kust werd geschreven door bassist Peter Slager, toen hij nog bij een tankstation werkte en de band nog niet nationaal was doorgebroken. Hoewel de tekst best wat kritiek geeft op Zeeland, wordt het nummer beschouwd als een lofzang op de provincie.
Aan de kust staat op het album Naakt onder de hemel, het debuutalbum van de band dat in eigen beheer wordt uitgebracht. Als de groep een hit scoort met Liefs uit Londen (afkomstig van het tweede album Helder), ontstaat er ook meer aandacht voor Aan de kust, waarna de band besluit de live-uitvoering van dit nummer toe te voegen aan de heruitgave van Helder. Deze live-uitvoering werd opgenomen in discotheek "The Nightrain" in Middelburg op dinsdagavond 10 maart 1998.
In Nederland werd de single destijds veel gedraaid op de landelijke radiozenders en werd een radiohit. De single bereikte de 27e positie in de Nederlandse Top 40 op Radio 538 en de 25e positie in de publieke hitlijst; de Mega Top 100 op Radio 3FM.
In België (Vlaanderen) behaalde de single géén notering in zowel de Vlaamse Ultratop 50 als de Vlaamse Radio 2 Top 30.
Sinds de allereerste editie in december 1999 staat de single  onafgebroken genoteerd in de jaarlijkse NPO Radio 2 Top 2000 van de Nederlandse publieke radiozender NPO Radio 2, met als hoogste notering een 57e positie in 2000.

## Hitnoteringen

### Nederlandse Top 40
| "Aan de kust (Live)" in de Nederlandse Top 40 -- binnen: 27-06-1998 | "Aan de kust (Live)" in de Nederlandse Top 40 -- binnen: 27-06-1998 | "Aan de kust (Live)" in de Nederlandse Top 40 -- binnen: 27-06-1998 | "Aan de kust (Live)" in de Nederlandse Top 40 -- binnen: 27-06-1998 | "Aan de kust (Live)" in de Nederlandse Top 40 -- binnen: 27-06-1998 | "Aan de kust (Live)" in de Nederlandse Top 40 -- binnen: 27-06-1998 | "Aan de kust (Live)" in de Nederlandse Top 40 -- binnen: 27-06-1998 | "Aan de kust (Live)" in de Nederlandse Top 40 -- binnen: 27-06-1998 | "Aan de kust (Live)" in de Nederlandse Top 40 -- binnen: 27-06-1998 | "Aan de kust (Live)" in de Nederlandse Top 40 -- binnen: 27-06-1998 | "Aan de kust (Live)" in de Nederlandse Top 40 -- binnen: 27-06-1998 | "Aan de kust (Live)" in de Nederlandse Top 40 -- binnen: 27-06-1998 |
| Week                                                                | 1                                                                   | 2                                                                   | 3                                                                   | 4                                                                   | 5                                                                   | 6                                                                   | 7                                                                   | 8                                                                   | 9                                                                   | 10                                                                  | 11                                                                  |
| ------------------------------------------------------------------- | ------------------------------------------------------------------- | ------------------------------------------------------------------- | ------------------------------------------------------------------- | ------------------------------------------------------------------- | ------------------------------------------------------------------- | ------------------------------------------------------------------- | ------------------------------------------------------------------- | ------------------------------------------------------------------- | ------------------------------------------------------------------- | ------------------------------------------------------------------- | ------------------------------------------------------------------- |
| Nummer                                                              | 37                                                                  | 34                                                                  | 34                                                                  | 34                                                                  | 29                                                                  | 27                                                                  | 31                                                                  | 31                                                                  | 31                                                                  | 35                                                                  | 37                                                                  |

### Mega Top 100
| "Aan de kust (Live)" in de Mega Top 100 -- binnen: 23-05-1998 | "Aan de kust (Live)" in de Mega Top 100 -- binnen: 23-05-1998 | "Aan de kust (Live)" in de Mega Top 100 -- binnen: 23-05-1998 | "Aan de kust (Live)" in de Mega Top 100 -- binnen: 23-05-1998 | "Aan de kust (Live)" in de Mega Top 100 -- binnen: 23-05-1998 | "Aan de kust (Live)" in de Mega Top 100 -- binnen: 23-05-1998 | "Aan de kust (Live)" in de Mega Top 100 -- binnen: 23-05-1998 | "Aan de kust (Live)" in de Mega Top 100 -- binnen: 23-05-1998 | "Aan de kust (Live)" in de Mega Top 100 -- binnen: 23-05-1998 | "Aan de kust (Live)" in de Mega Top 100 -- binnen: 23-05-1998 | "Aan de kust (Live)" in de Mega Top 100 -- binnen: 23-05-1998 | "Aan de kust (Live)" in de Mega Top 100 -- binnen: 23-05-1998 | "Aan de kust (Live)" in de Mega Top 100 -- binnen: 23-05-1998 | "Aan de kust (Live)" in de Mega Top 100 -- binnen: 23-05-1998 | "Aan de kust (Live)" in de Mega Top 100 -- binnen: 23-05-1998 | "Aan de kust (Live)" in de Mega Top 100 -- binnen: 23-05-1998 | "Aan de kust (Live)" in de Mega Top 100 -- binnen: 23-05-1998 | "Aan de kust (Live)" in de Mega Top 100 -- binnen: 23-05-1998 | "Aan de kust (Live)" in de Mega Top 100 -- binnen: 23-05-1998 | "Aan de kust (Live)" in de Mega Top 100 -- binnen: 23-05-1998 | "Aan de kust (Live)" in de Mega Top 100 -- binnen: 23-05-1998 | "Aan de kust (Live)" in de Mega Top 100 -- binnen: 23-05-1998 | "Aan de kust (Live)" in de Mega Top 100 -- binnen: 23-05-1998 | "Aan de kust (Live)" in de Mega Top 100 -- binnen: 23-05-1998 |
| Week                                                          | 1                                                             | 2                                                             | 3                                                             | 4                                                             | 5                                                             | 6                                                             | 7                                                             | 8                                                             | 9                                                             | 10                                                            | 11                                                            | 12                                                            | 13                                                            | 14                                                            | 15                                                            | 16                                                            | 17                                                            | 18                                                            | 19                                                            | 20                                                            | 21                                                            | 22                                                            | 23                                                            |
| ------------------------------------------------------------- | ------------------------------------------------------------- | ------------------------------------------------------------- | ------------------------------------------------------------- | ------------------------------------------------------------- | ------------------------------------------------------------- | ------------------------------------------------------------- | ------------------------------------------------------------- | ------------------------------------------------------------- | ------------------------------------------------------------- | ------------------------------------------------------------- | ------------------------------------------------------------- | ------------------------------------------------------------- | ------------------------------------------------------------- | ------------------------------------------------------------- | ------------------------------------------------------------- | ------------------------------------------------------------- | ------------------------------------------------------------- | ------------------------------------------------------------- | ------------------------------------------------------------- | ------------------------------------------------------------- | ------------------------------------------------------------- | ------------------------------------------------------------- | ------------------------------------------------------------- |
| Nummer                                                        | 96                                                            | 66                                                            | 48                                                            | 41                                                            | 35                                                            | 32                                                            | 29                                                            | 32                                                            | 28                                                            | 27                                                            | 28                                                            | 28                                                            | 25                                                            | 30                                                            | 34                                                            | 37                                                            | 38                                                            | 45                                                            | 49                                                            | 63                                                            | 61                                                            | 71                                                            | 93                                                            |

### NPO Radio 2 Top 2000
| Nummer met noteringen in de NPO Radio 2 Top 2000 | '99 | '00 | '01 | '02 | '03 | '04 | '05 | '06 | '07 | '08 | '09 | '10 | '11 | '12 | '13 | '14 | '15 | '16 | '17 | '18 | '19 | '20 | '21 | '22 | '23 | '24 |
| ------------------------------------------------ | --- | --- | --- | --- | --- | --- | --- | --- | --- | --- | --- | --- | --- | --- | --- | --- | --- | --- | --- | --- | --- | --- | --- | --- | --- | --- |
| Aan de kust                                      | 162 | 57  | 64  | 121 | 91  | 95  | 111 | 123 | 104 | 100 | 176 | 173 | 239 | 155 | 255 | 319 | 320 | 311 | 314 | 384 | 394 | 388 | 435 | 500 | 454 | 419 |

1. ↑  Een vetgedrukt getal geeft de hoogste notering aan.

## Tracklijst
cd-single
1. Aan de kust (live opgenomen op dinsdagavond 10 maart 1998 in discotheek "The Nighttrain" in Middelburg) - 3:48
2. Aan de kust - 3:37